# Hida, Sălaj
Hida là một xã thuộc hạt Sălaj, România. Dân số thời điểm năm 2002 là 3150 người.